# کاکل‌ماهی
کاکل‌ماهی (نام علمی: Lophichthys boschmai) نام یک گونه از راسته قلابچه‌ماهی است.